# Slovensko-hrvaška vojna partizanska bolnišnica
Slovensko-hrvaška vojna partizanska bolnišnica (SHVPB) je bil sistem partizanskih bolnišnic ob slovensko-hrvaški meji med drugo svetovno vojno.
Bolnišnica je bila ustanovljena novembra 1943 in je delovala v naseljih ob slovensko-hrvaški meji. Od jeseni 1944 je na tem področju v sklopu bolnišnice delovala tudi šola višjega sanitetnega tečaja 7. korpusa.